# براهام
براهام (بالإنجليزية: Braham, Minnesota)‏ هي مدينة تقع في ولاية مينيسوتا في الولايات المتحدة. تبلغ مساحة هذه المدينة 4.2 (كم²)، وترتفع عن سطح البحر 292 م، بلغ عدد سكانها 1793 نسمة في عام 2010 حسب إحصاء مكتب تعداد الولايات المتحدة.

## التركيبة السكانية
قام مكتب تعداد الولايات المتحدة بتحديد بيانات التركيبة السكانية لبراهامفي تعداد الولايات المتحدة. في ما يلي، التركيبة السكانية حسب تعدادي 2000 و2010.

### تعداد عام 2000
بلغ عدد سكان براهام 1,276 نسمة بحسب تعداد عام 2000، وبلغ عدد الأسر 511 أسرة وعدد العائلات 331 عائلة مقيمة في المدينة. في حين سجلت الكثافة السكانية 1,010.9 نسمة لكل ميل مربع (390.3/كم2). وبلغ عدد الوحدات السكنية 566 وحدة بمتوسط كثافة قدره 448.4 نسمة لكل ميل مربع (173.1/كم2).
وتوزع التركيب العرقي للمدينة بنسبة 97.18% من البيض و 0.94% من الأمريكيين الأصليين و 0.31% من الأمريكيين ذوي الأصول الآسيوية و 0.31% من الأمريكيين الأفارقة و 1.25% من عرقين مختلطين أو أكثر.
بلغ عدد الأسر 511 أسرة كانت نسبة 37.8% منها لديها أطفال تحت سن الثامنة عشر تعيش معهم، ونسبة 15.1% من الأسر كان لديها معيلات من الإناث دون وجود شريك، وكانت نسبة 35.2% من غير العائلات. وبلغ متوسط حجم الأسرة المعيشية 3.06، أما متوسط حجم العائلات فبلغ 2.49.
بلغ العمر الوسطي للسكان 32 عاماً. وكانت نسبة 10.0% بين الثامنة عشر والأربعة وعشرون عاماً، ونسبة 30.2% كانت واقعةً في الفئة العمرية ما بين الخامسة والعشرون حتى والأربعة وأربعون عاماً، ونسبة 16.8% كانت ما بين الخامسة والأربعون حتى الرابعة والستون، ونسبة 13.4% كانت ضمن فئة الخامسة والستون عاماً فما فوق. يوجد لكل 100 أنثى 95.7 ذكر، ويوجد لكل 100 أنثى في الثامنة عشر من عمرها فما فوق 87.3 ذكر.
بلغ متوسط دخل الأسرة في المدينة 34,830 دولار، أما متوسط دخل العائلة فبلغ 43,229 دولار. وكان متوسط دخل الذكور 32,455 دولار مقابل 22,750 دولار للإناث. وسجل دخل الفرد الخاص بالمدينة 16,693 دولار. وكانت نسبة 13.1% من العائلات ونسبة 14% من السكان تحت خط الفقر، وكان من هؤلاء نسبة 18.1% تحت سن الثامنة عشر ونسبة 12.0% في الخامسة والستين من العمر وما فوق.

### تعداد عام 2010
بلغ عدد سكان براهام 1,793 نسمة بحسب تعداد عام 2010، وبلغ عدد الأسر 708 أسرة وعدد العائلات 457 عائلة مقيمة في المدينة. في حين سجلت الكثافة السكانية 1,113.7 نسمة لكل ميل مربع (430.0/كم2). وبلغ عدد الوحدات السكنية 755 وحدة بمتوسط كثافة قدره 468.9 لكل ميل مربع (181.0/كم2).
وتوزع التركيب العرقي للمدينة بنسبة 96.7% من البيض و 0.2% من الأمريكيين الأصليين و 0.4% من الأمريكيين ذوي الأصول الآسيوية و 0.5% من الأمريكيين الأفارقة و 2.1% من عرقين مختلطين أو أكثر.
بلغ عدد الأسر 708 أسرة كانت نسبة 39.0% منها لديها أطفال تحت سن الثامنة عشر تعيش معهم، وبلغت نسبة الأزواج القاطنين مع بعضهم البعض 41.9% من أصل المجموع الكلي للأسر، ونسبة 16.0% من الأسر كان لديها معيلات من الإناث دون وجود شريك، بينما كانت نسبة 6.6% من الأسر لديها معيلون من الذكور دون وجود شريكة وكانت نسبة 35.5% من غير العائلات. تألفت نسبة 29.9% من أصل جميع الأسر من أفراد ونسبة 15.1% كانوا يعيش معهم شخص وحيد يبلغ من العمر 65 عاماً فما فوق. وبلغ متوسط حجم الأسرة المعيشية 3.09، أما متوسط حجم العائلات فبلغ 2.52.
بلغ العمر الوسطي للسكان 30.5 عاماً. وكانت نسبة 30.5% من القاطنين تحت سن الثامنة عشر، وكانت نسبة 8.1% بين الثامنة عشر والأربعة وعشرون عاماً، ونسبة 29% كانت واقعةً في الفئة العمرية ما بين الخامسة والعشرون حتى والأربعة وأربعون عاماً، ونسبة 19.5% كانت ما بين الخامسة والأربعون حتى الرابعة والستون، ونسبة 12.8% كانت ضمن فئة الخامسة والستون عاماً فما فوق. وتوزع التركيب الجنسي للسكان بنسبة 46.3% ذكور و53.7% إناث.

## وصلات خارجية
- www.braham.com
- The US50 - Cities and Towns in Minnesota State